# Галактически квадрант (Стар Трек)
Галактически квадрант e наименование на определено пространство, формиращо част от галактиката Млечен път, използвано във вселената на Стар Трек. Първоначално понятието е въведено като синоним на термина сектор в Стар Трек: Оригиналният сериал, както и в някои от първите игрални филми(Гневът на Хан), но от Стар Трек: Следващото поколение нататък под галактически квадрант се разбира един от четирите големи дяла, на които е подразделена галактиката. Галактическите квадранти са означени с гръцките букви Алфа, Бета, Гама и Делта.

## Първоначална употреба
Понятието квадрант е в употреба още от времето на Стар Трек: Оригиналният сериал, където то означава пространства от космоса сходни по размер с тези на обикновен сектор. В редица епизоди се говори за квадранти като обикновено те биват номерирани с три цифрено число, например квадрант 904 или квадрант 448 (епизоди 17 и 41). В първите игрални филми до Стар Трек: Следващото поколение квадрант остава понятие с неясни параметри и често се използва с противоречив смисъл.

## Четирите квадранта
Концепцията за разделяне на галактиката на четири големи квадранта, всеки от които се означава с една буква от гръцката азбука е представена в епизод „Цената“ на Стар Трек: Следващото поколение. В Стар Трек VI: Неоткритата страна това деление е потвърдено, като става ясно че Слънчевата система лежи близо до границата между квадрантите Алфа и Бета.
Самите квадранти се образуват чрез пресичане на две мисловни перпендикулярни линии през центъра на Млечния път, като едната от тях преминава през или близо до Слънчевата система. Вследствие на това погледнатата от горе галакитика се разделя на четири големи квадрата, всеки от който има страни с дължина около 50 000 светлинни години и е равен приблизително на една четвърт от площта ѝ. Намиращият се от долната лява на Слънчевата система страна квадрат е наименован с буквата Алфа, този от дясната страна с Бета, докато срещуположните им лежащи в горната лява и дясна страна са наименовани съответно Гама и Делта. Според второто издание на "Стар Трек: Следващото поколение. Техническото ръководство на сценариста" всеки квадрант има обем от около осем милиарда кубически светлинни години и съдържа стотици хиляди сектори.

### Квадранти Алфа и Бета
Квадрант Алфа и разположената в близост до него част от квадрант Бета са мястото, в което се рагръща основната част от сюжета на Стар Трек. Там са разположени и повечето от основните държавни формирования в галактиката – Обединена Федерация от планети заема част и от двата квадранта, Кардасианският съюз е изцяло в квадрант Алфа, а Клингонската и Ромуланската империи се намират изцяло в квадрант Бета.

### Квадрант Гама
Поради голямата отдалеченост на този квадрант от Федерацията до втората половина на 24 век той остава практически изцяло непроучен. Откриването на Бажоранската пространствена дупка през 2369 г. дава тласък на изследването на квадрант Гама от Федерацията, което впоследствие води до сблъсъка на последната с водещата местна политико-военна сила – Доминиона.

### Квадрант Делта
В този квадрант се развива действието на Стар Трек: Вояджър. Също както при квадрант Гама, сведенията за квадрант Делта са силно ограничени до 2371 г., когато звездолета Вояджър бива транспортиран там от извънземна сила. През 2374 г. Командването на флота установява контакт с кораба всички и направени от него открития стават достъпни за Федерацията.
Основната политико-военна сила в квадрант Делта са Боргите.